# Servicios Locales de Educación Pública

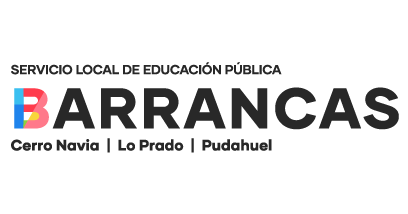
Logotipo del servicio local de educación pública de Barrancas correspondiente a las comunas de Cerro Navia, Lo Prado y Pudahuel.

Los Servicios Locales de Educación Pública (SLEP) son las entidades dependientes de la Dirección de Educación Pública de Chile. Los SLEP fueron creados el año 2017 con la finalidad de administrar la educación pública en los niveles parvulario, básico y secundario dentro del sistema educativo de Chile. Su objetivo es remover a los municipios de la administración de la educación pública, que le fue entregada en la década de 1980 durante el proceso de municipalización de la educación pública.  
Los SLEP fueron instaurados en la ley N.° 21.040 que creó el nuevo Sistema de Educación Pública, transfiriendo los establecimientos educacionales de los 345 municipios del país a 70 nuevos SLEP. Dicha ley establece en sus artículos 16 y 17 que los SLEP: 

constituirán servicios públicos descentralizados cuyo objeto único será la provisión del servicio educacional en sus respectivos territorios de competencia, debiendo orientar su acción de conformidad a los principios de la educación pública; además velarán por la calidad, la mejora continua y la equidad del servicio educacional; y finalmente respetarán la autonomía que ejerzan los establecimientos educacionales, contribuyendo al desarrollo de sus proyectos educativos y de sus planes de mejoramiento.

La coordinación de todos los SLEP está a cargo de la Dirección de Educación Pública del Ministerio de Educación, la cual debe velar porque éstos provean una educación pública de calidad a lo largo de todo el país.
La desmunicipalización de la educación será un proceso gradual que durará hasta el año 2027 (con una evaluación intermedia para revisar el proceso de instalación y la posibilidad de que el presidente de la República postergue esa fecha hasta 2030). En ese camino, los primeros Servicios Locales de Educación Pública comenzaron a funcionar entre 2017 y 2018, siendo los de “Puerto Cordillera”, “Barrancas”, “Huasco” y “Costa Araucanía”, los que comprendieron un total de catorce comunas, 236 escuelas y liceos, 294 jardines infantiles y una matrícula total de 118.090 alumnos.

## Organización
Cada SLEP es un servicio público descentralizado, con personalidad jurídica y patrimonio propio. Cada uno estará encabezado por un Director Ejecutivo, quien durará seis años en el cargo, siendo seleccionado y nombrado por el procedimiento de Alta Dirección Pública.
La estructura interna del SLEP debe considerar a lo menos una unidad de apoyo técnico-pedagógico, una unidad de planificación y control de gestión, y una unidad de administración y finanzas. Asimismo, en cada SLEP existirá un Comité Directivo Local, conformados por representantes de las comunas que forman parte del territorio, representantes de los centros de padres y apoderados, y representantes del gobierno regional respectivo. Tal Comité tendrá por objeto velar por el adecuado desarrollo estratégico del servicio, por la rendición de cuentas del Director Ejecutivo ante la comunidad local y contribuir a la vinculación del Servicio Local con las instituciones de gobierno de las comunas y la región.
Además, la ley contempla el establecimiento de Consejos Locales de Educación, de carácter consultivo, que colaborarán con el director Ejecutivo para el cumplimiento de su objeto. Para ello, representarán ante el director Ejecutivo los intereses de las comunidades educativas a fin de que el servicio educacional considere adecuadamente las necesidades y particularidades de estas. Estará conformado por representantes de centros de estudiantes, centros de padres y apoderados, profesionales de la educación, asistentes de la educación, universidades y centros de formación técnica o institutos profesionales con sede principal en la respectiva región, y representantes de los equipos directivos o técnico-pedagógicos de los establecimientos.

## Listado
La ley N.° 21.040 estableció dos fases de instalación de los SLEP. La primera, entre 2017 y 2020, comprendiendo el establecimiento de 11 SLEP, se materializó en cuatro decretos supremos que especificaron el ámbito territorial de cada uno, mientras que una segunda fase con los demás 59 servicios fue calendarizada en la citada ley y su ámbito de competencia territorial detallado a través de un decreto publicado en el Diario Oficial el 2 de octubre de 2018.
De tal manera, los 70 SLEP quedaron conformados como se indica a continuación:
| Región             | Denominación oficial | Comunas | Año de implementación |
| ------------------ | -------------------- | --- | --------------------- |
| Arica y Parinacota | Chinchorro           | Arica, Camarones, Putre y General Lagos | 2019                  |
| Tarapacá           | Iquique              | Iquique y Alto Hospicio | 2022                  |
| Tarapacá           | Tamarugal            | Pozo Almonte, Camiña, Colchane, Huara y Pica                                                                                               | 2023                  |
| Antofagasta        | Antofagasta          | Antofagasta, Mejillones, Sierra Gorda y Taltal                                                                                             | 2023                  |
| Antofagasta        | Licancabur           | Calama, Ollagüe, San Pedro de Atacama, Tocopilla y María Elena                                                                             | 2022                  |
| Atacama            | Atacama              | Copiapó, Caldera, Tierra Amarilla, Chañaral y Diego de Almagro                                                                             | 2020                  |
| Atacama            | Huasco               | Alto del Carmen, Freirina, Huasco y Vallenar                                                                                               | 2018                  |
| Coquimbo           | Elqui                | La Serena, La Higuera, Paihuano y Vicuña                                                                                                   | 2023                  |
| Coquimbo           | Puerto Cordillera    | Coquimbo y Andacollo | 2017                  |
| Coquimbo           | Limarí               | Ovalle, Combarbalá, Monte Patria, Punitaqui y Río Hurtado                                                                                  | 2025                  |
| Coquimbo           | Choapa               | Illapel, Canela, Los Vilos y Salamanca | 2025                  |
| Valparaíso         | Valparaíso           | Valparaíso y Juan Fernández | 2020                  |
| Valparaíso         | Hanga Roa            | Isla de Pascua | 2025                  |
| Valparaíso         | Costa Central        | Concón, Puchuncaví, Quintero y Viña del Mar                                                                                                | 2023                  |
| Valparaíso         | Petorca              | La Ligua, Cabildo, Papudo, Petorca y Zapallar                                                                                              | 2024                  |
| Valparaíso         | Los Andes            | Los Andes, Calle Larga, Rinconada y San Esteban                                                                                            | 2024                  |
| Valparaíso         | Quillota             | Quillota, La Calera, Hijuelas, La Cruz y Nogales                                                                                           | 2025                  |
| Valparaíso         | Marga Marga          | Quilpué, Limache, Olmué y Villa Alemana | 2023                  |
| Valparaíso         | Litoral              | San Antonio, Algarrobo, Cartagena, El Quisco, El Tabo, Casablanca y Santo Domingo                                                          | 2024                  |
| Valparaíso         | Aconcagua            | San Felipe, Catemu, Llay-Llay, Panquehue, Putaendo y Santa María                                                                           | 2024                  |
| Metropolitana      | Santiago Centro      | Santiago | 2024                  |
| Metropolitana      | Maipo Sur            | Buin y Paine | 2025                  |
| Metropolitana      | Santa Corina         | Cerrillos, Estación Central y Maipú | 2023                  |
| Metropolitana      | Chacabuco            | Colina, Lampa y Tiltil | 2025                  |
| Metropolitana      | Los Libertadores     | Conchalí y Quilicura | 2023                  |
| Metropolitana      | Del Pino             | El Bosque, La Pintana, San Bernardo y Calera de Tango                                                                                      | 2023                  |
| Metropolitana      | Mapocho              | Huechuraba, Independencia y Recoleta | 2025                  |
| Metropolitana      | Santa Rosa           | La Cisterna, Lo Espejo, Pedro Aguirre Cerda, San Miguel y San Ramón                                                                        | 2023                  |
| Metropolitana      | La Quebrada          | La Florida, Ñuñoa y Peñalolén | 2024                  |
| Metropolitana      | Manquehue            | La Reina, Las Condes, Lo Barnechea, Providencia y Vitacura                                                                                 | 2024                  |
| Metropolitana      | Gabriela Mistral     | Macul, San Joaquín y La Granja | 2019                  |
| Metropolitana      | Melipilla            | Melipilla, Alhué, Curacaví, María Pinto y San Pedro                                                                                        | 2025                  |
| Metropolitana      | Barrancas            | Pudahuel, Lo Prado y Cerro Navia | 2017                  |
| Metropolitana      | Los Viñedos          | Puente Alto, Pirque y San José de Maipo | 2025                  |
| Metropolitana      | Los Parques          | Quinta Normal y Renca | 2023                  |
| Metropolitana      | Talagante            | Talagante, El Monte, Isla de Maipo, Padre Hurtado y Peñaflor                                                                               | 2024                  |
| O’Higgins          | Costa Colchagua      | Chépica, Lolol, Palmilla, Peralillo, Pumanque y Santa Cruz                                                                                 | 2024                  |
| O’Higgins          | Valle Cachapoal      | Coinco, Coltauco, Doñihue, Malloa, Quinta de Tilcoco, Rengo y Requínoa                                                                     | 2024                  |
| O’Higgins          | Cachapoal Costa      | Las Cabras, Peumo, Pichidegua y San Vicente                                                                                                | 2025                  |
| O’Higgins          | Cardenal Caro        | Pichilemu, La Estrella, Litueche, Marchigüe, Navidad y Paredones                                                                           | 2025                  |
| O’Higgins          | Cachapoal Norte      | Rancagua, Codegua, Graneros, Machalí, Mostazal y Olivar                                                                                    | 2025                  |
| O’Higgins          | Colchagua            | San Fernando, Chimbarongo, Nancagua y Placilla                                                                                             | 2020                  |
| Maule              | Maule Costa          | Constitución, Empedrado, Cauquenes, Chanco y Pelluhue                                                                                      | 2022                  |
| Maule              | Los Cerezos          | Curepto, Río Claro, Curicó, Hualañé, Licantén, Molina, Rauco, Romeral, Sagrada Familia, Teno y Vichuquén                                   | 2024                  |
| Maule              | Los Álamos           | Linares, Colbún, Longaví, Parral, Retiro, Villa Alegre y Yerbas Buenas                                                                     | 2024                  |
| Maule              | Maule Valle          | Talca, Maule, Pelarco, Pencahue, San Clemente, San Rafael y San Javier                                                                     | 2024                  |
| Ñuble              | Valle Diguillín      | Chillán, Bulnes, Chillán Viejo, El Carmen, Pemuco, San Ignacio y Yungay                                                                    | 2024                  |
| Ñuble              | Costa Itata          | Cobquecura, Coelemu, Ninhue, Portezuelo, Quillón, Quirihue, Ránquil, San Nicolás y Treguaco                                                | 2025                  |
| Ñuble              | Punilla Cordillera   | Coihueco, Ñiquén, Pinto, San Carlos y San Fabián                                                                                           | 2022                  |
| Biobío             | Andalién Sur         | Concepción, Chiguayante, Hualqui y Florida                                                                                                 | 2019                  |
| Biobío             | Puelche              | Antuco, Mulchén, Quilaco, Quilleco, Santa Bárbara, Tucapel y Alto Biobío                                                                   | 2024                  |
| Biobío             | Arauco Sur           | Cañete, Contulmo, Tirúa y Los Álamos | 2025                  |
| Biobío             | Andalién Costa       | Coronel, Lota, San Pedro de la Paz y Santa Juana                                                                                           | 2023                  |
| Biobío             | Valle Biobío         | Laja, Nacimiento, Negrete y San Rosendo | 2025                  |
| Biobío             | Arauco Norte         | Lebu, Arauco y Curanilahue | 2025                  |
| Biobío             | Los Copihues         | Los Ángeles, Cabrero y Yumbel | 2024                  |
| Biobío             | Las Caletas          | Penco, Talcahuano, Tomé y Hualpén | 2025                  |
| La Araucanía       | Malleco Costa        | Angol, Los Sauces, Lumaco, Purén, Renaico y Traiguén                                                                                       | 2025                  |
| La Araucanía       | Costa Araucanía      | Carahue, Nueva Imperial, Saavedra, Teodoro Schmidt y Toltén                                                                                | 2018                  |
| La Araucanía       | Malleco Cordillera   | Collipulli, Curacautín, Ercilla, Lonquimay y Victoria                                                                                      | 2025                  |
| La Araucanía       | Cautín Sur           | Cunco, Curarrehue, Freire, Gorbea, Loncoche, Melipeuco, Padre Las Casas, Pitrufquén, Pucón y Villarrica                                    | 2025                  |
| La Araucanía       | Cautín Norte         | Temuco, Galvarino, Lautaro, Perquenco, Vilcún y Cholchol                                                                                   | 2025                  |
| Los Ríos           | Ranco                | La Unión, Futrono, Lago Ranco y Río Bueno                                                                                                  | 2025                  |
| Los Ríos           | Valdivia             | Valdivia, Corral, Lanco, Los Lagos, Máfil, Mariquina, Paillaco y Panguipulli                                                               | 2023                  |
| Los Lagos          | Llanquihue           | Fresia, Frutillar, Los Muermos, Llanquihue y Puerto Varas                                                                                  | 2020                  |
| Los Lagos          | Chiloé               | Castro, Ancud, Chonchi, Curaco de Vélez, Dalcahue, Puqueldón, Queilén, Quellón, Quemchi y Quinchao                                         | 2024                  |
| Los Lagos          | Osorno               | Osorno, Puerto Octay, Purranque, Puyehue, Río Negro, San Juan de la Costa y San Pablo                                                      | 2025                  |
| Los Lagos          | Reloncaví            | Puerto Montt, Calbuco, Cochamó, Maullín, Chaitén, Futaleufú, Hualaihué y Palena                                                            | 2024                  |
| Aysén              | Aysén                | Coyhaique, Lago Verde, Aysén, Cisnes, Guaitecas, Cochrane, O'Higgins, Tortel, Chile Chico y Río Ibáñez                                     | 2022                  |
| Magallanes         | Magallanes           | Punta Arenas, Laguna Blanca, Río Verde, San Gregorio, Cabo de Hornos, Antártica, Porvenir, Primavera, Timaukel, Natales y Torres del Paine | 2022                  |